# Blythophryne beryet
Genre
Espèce
Blythophryne beryet, unique représentant du genre Blythophryne, est une espèce d'amphibiens de la famille des Bufonidae.

## Répartition
Cette espèce est endémique des îles Andaman en Inde.

## Description
La femelle holotype mesure 27,4 mm.

## Étymologie
Ce  genre est nommé en l'honneur d'Edward Blyth.

## Publication originale
- Chandramouli, Vasudevan, Harikrishnan, Dutta, Janani, Sharma, Das & Aggarwal, 2016 : A new genus and species of arboreal toad with phytotelmonous larvae, from the Andaman Islands, India (Lissamphibia, Anura, Bufonidae). ZooKeys, no 555, p. 57–90 (texte intégral).